# المواساة للخدمات الطبية
شركة المواساة للخدمات الطبية هي شركة سعودية مساهمة وتعود نشأة المواساة إلى العام 1974م حيث بدأت كمؤسسة فردية برأس مال قدره 100.000 ريال سعودي يملكها السيد محمد سلطان السبيعي بغرض إدارة وتشغيل المرافق الطبية وذلك بتأسيس مستوصف المواساة بالدمام في العام 1975م. كما تم تأسيس أول مرفق طبي شامل تحت اسم مستشفى المواساة بالدمام في العام 1984م وتم البدء في تشغيله في 1988م.
يتركز نشاط شركة المواساة على تشغيل المستشفيات والعيادات الطبية، والتي تكون إما مملوكة للشركة أو مستأجرة أو بنسبة من الأرباح كما نصت علية العقود الموقعة.

## المستشفيات والمراكز التابعة

### داخل السعودية
- مستشفيات:

1. مستشفى المواساة الدمام.
2. مستشفى المواساة الرياض.
3. مستشفى المواساة المدينة المنورة.
4. مستشفى المواساة الجبيل الصناعية.
5. مستشفى المواساة القطيف.
6. مستشفى المواساة الخبر.
7. مستشفى المواساة ينبع «تحت الإنشاء».

- مراكز:

1. مركز المواساة للرعاية الممتدة بالمدينة المنورة.

## الشركات التابعة
- الشركة الشرقية للخدمات الطبية - القطيف (51%)
- شركة أطباء جدة: في يونيو 2022، أعلنت عن توقيع اتفاق نهائي لشراء أسهم بنسبة 51% من شركة أطباء جدة.[2][3]
- شركة العيادة الطبية المتخصصة - الخبر (95%)

## محاولات الاستحواذ
في مايو 2022 وقعت شركة المواساة مذكرة تفاهم للاستحواذ على مستشفى المراسم الدولية في مصر بنسبة 100%. في 24 نوفمبر 2022 أعلنت شركة المواساة للخدمات الطبية "المواساة"، عن عدم إتمام واستكمال صفقة شراء كامل حصص مُلاك شركة مستشفى المراسم الدولي وأرجعت ذلك لتعثر استكمال أعمال الفحص النافي للجهالة لعدم التزام الطرف البائع بتنفيذ بنود مذكرة التفاهم ولرغبته بعدم إتمام واستكمال الصفقة.

## أنظر أيضاً
- السعودي الألماني الصحية
- مجموعة أندلسية
- مجموعة علاج الطبية
- مجموعة الحبيب الطبية
- مجموعة مستشفيات المانع
- مجموعة العبير الطبية
- مجموعة فقيه للرعاية الصحية
- مستشفيات الحياة الوطني
- مستشفيات دله
- مستشفيات الحمادي
- الوطنية للرعاية الطبية
- قائمة المستشفيات في السعودية